# Jan-Breydel-Stadion
Das Jan-Breydel-Stadion (niederländisch Jan Breydelstadion, französisch Stade Jan Breydel) ist ein Fußballstadion in der belgischen Stadt Brügge, Provinz Westflandern.

## Geschichte
Das Jan-Breydel-Stadion (bis 1998 Olympiastadion) wurde 1975 erbaut und ist das Heimatstadion der Stadtrivalen Club Brügge und Cercle Brügge, die das Stadion von der Stadt Brügge mieten. Das Stadion bot anfänglich Platz für 30.000 Zuschauer (davon 8.000 Sitzplätze), bis 1993 die meisten Stehplätze durch Sitzplätze ersetzt wurden und dadurch die Kapazität auf 18.000 Plätze sank.
1998 wurde das Olympiastadion für die Fußball-Europameisterschaft 2000 ausgewählt. Deshalb wurde das Stadion mit der Unterstützung der Flämischen Gemeinschaft und der Belgischen Regierung auf 30.000 Sitzplätze ausgebaut. Eine der Voraussetzungen für die Unterstützung war, dass das Olympiastadion in Jan-Breydel-Stadion umbenannt werden sollte, als Tribut an Jan Breydel, einem Anführer der Brügger Frühmette gegen den französischen König Philipp IV. der Schöne am Anfang des 14. Jahrhunderts.

## Tribünen
Auf den vier überdachten Zuschauerrängen stehen für die Besucher 29.062 Sitzplätze bereit.
- Westtribüne – Haupttribüne
  - Logen: 463 Plätze
  - Oberrang: 2.327 Plätze
  - Unterrang: 2.705 Plätze
  - Rollstuhlbereich: 60 Plätze
- Nordtribüne – Hintertortribüne
  - Oberrang: 6.834 Plätze
  - Unterrang: 2.273 Plätze
  - Rollstuhlbereich: 15 Plätze
- Osttribüne – Gegengerade
  - Oberrang: 4.244 Plätze
  - Unterrang: 2.722 Plätze
- Südtribüne – Hintertortribüne
  - Oberrang: 5.457 Plätze (davon 1.500 Gästeplätze)
  - Unterrang: 1.967 Plätze
  - Rollstuhlbereich: 15 Plätze

## Spiele der Fußball-Europameisterschaft 2000 in Brügge
Im Brügger Stadion fanden während der EURO 2000 drei Gruppenspiele und ein Viertelfinale statt.
- Gruppenspiele
  - 11. Juni 2000, 18:00 Uhr, Gruppe D:  Frankreich –  Dänemark 3:0 (1:0)
  - 16. Juni 2000, 18:00 Uhr, Gruppe D:  Tschechien –  Frankreich 1:2 (1:1)
  - 21. Juni 2000, 18:00 Uhr, Gruppe C:  BR Jugoslawien –  Spanien 3:4 (1:1)
- Viertelfinale
  - 25. Juni 2000, 20:45 Uhr:  Spanien –  Frankreich 1:2 (1:2)

## Galerie

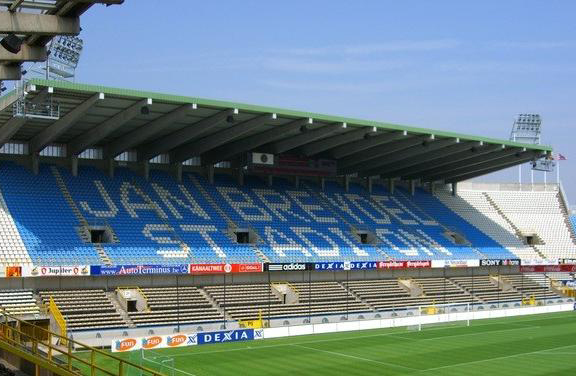
Tribüne des Jan-Breydel-Stadions
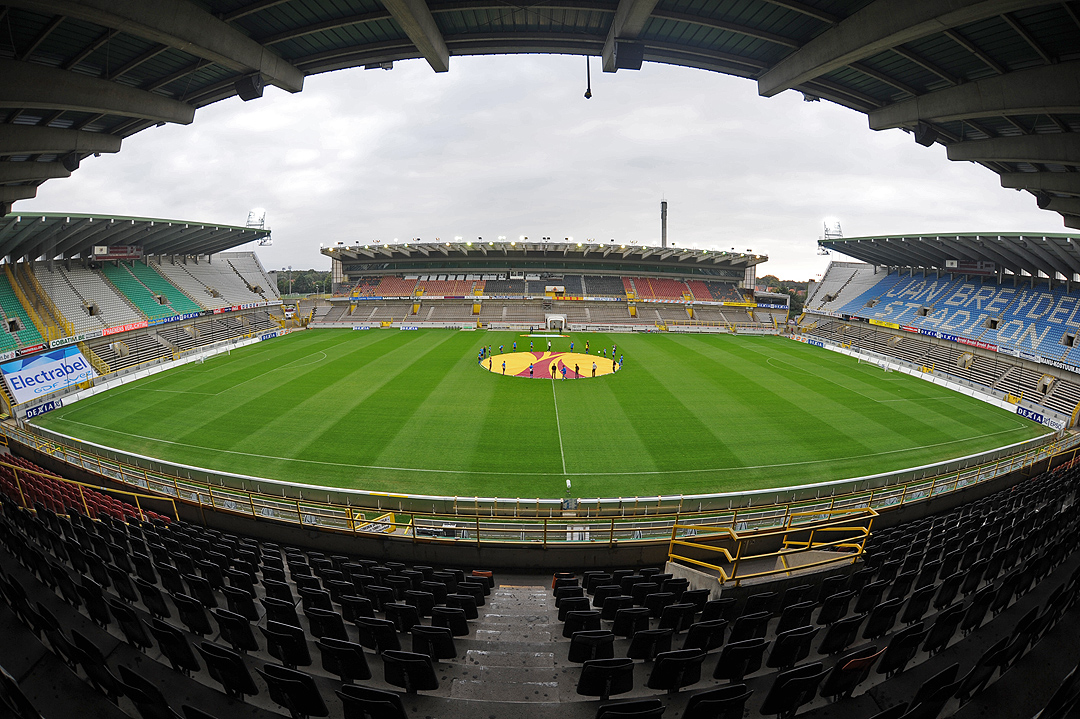
Panoramablick
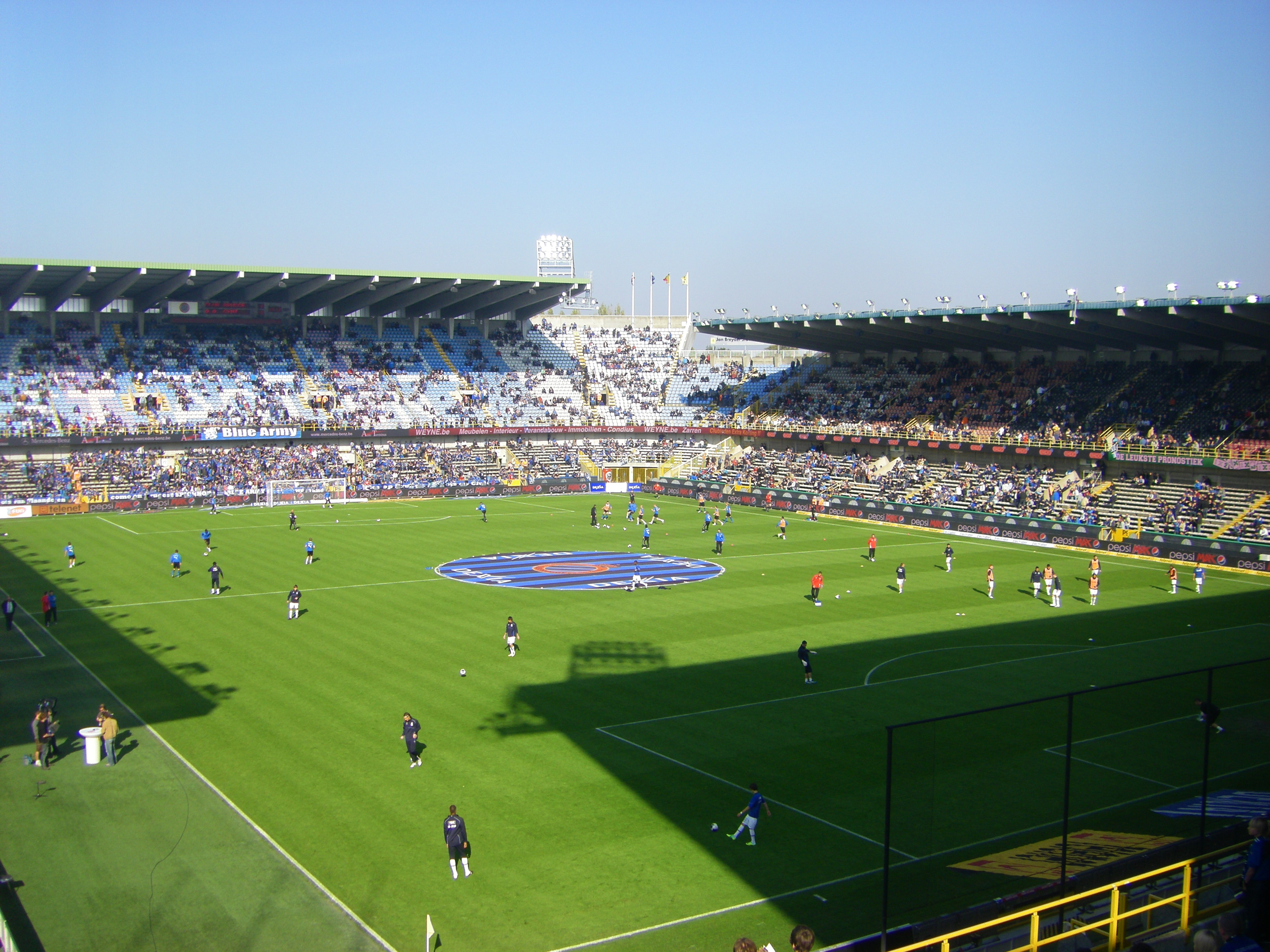
Vor dem Spiel FC Brügge gegen den KAA Gent (2:0) am 16. Oktober 2011